# Aenova Group
Die Aenova Holding GmbH ist ein deutscher Pharmahersteller mit Hauptsitz in  Starnberg.
Aenova ist einer der größten CDMOs für die Pharma- und Healthcare-Industrie weltweit. Aenova agiert als Auftragshersteller für verschiedene Pharmaka und Nahrungsergänzungsmittel. Die Produkte werden in Form von Tabletten, Hartkapseln und Zäpfchen, sowie in Pulverform, als Salbe oder als flüssiges Präparat hergestellt, verpackt und ausgeliefert. Weiterhin bietet das Unternehmen Dienstleistungen auf dem Gebiet der Auftragsforschung und -entwicklung, der Analyse, der Beratung und der Distribution an.
Die Aenova Group hat 14 Produktionsstandorte in Europa und den USA.

## Besitzverhältnisse
Die Aenova Holding GmbH befindet sich vollständig im Besitz der Apollo 5 GmbH mit Sitz in Starnberg. Die Apollo 5 GmbH gehört vollständig der Apollo 8 GmbH ebenfalls mit Sitz in Starnberg. Die Apollo 8 GmbH ist vollständig im Besitz der Apollo 11 S.à.r.l. mit Sitz in Luxemburg. Die Apollo 11 S.à.r.l. gehört vollständig einem Fonds der BC European Capital IX mit Sitz auf der britischen Kanalinsel Guernsey, einer Steueroase vor der französischen Küste.
Im April 2024 wurde bekanntgegeben, dass die Kühne Holding AG (100 Prozent Beteiligung von Klaus-Michael Kühne) aus dem schweizerischen Schindellegi eine Mehrheitsbeteiligung an dem Fonds von BC Partners erworben hat, in dessen Besitz sich die Aenova Group befindet. Der verkaufende Fonds von BC Partners behält (zunächst) eine Minderheitsbeteiligung. Ende August 2024 wurde die Übernahme der Mehrheitsbeteiligung durch die Kühne Holding AG vollzogen, nachdem die Zustimmungen der beteiligten Behörden vorlagen.

## Geschichte
Die Aenova-Group entstand 2008 durch die Fusion der Unternehmen Dragenopharm und Swiss Caps. Der Hauptsitz lag in der Gemeinde Pähl. Im September 2012 übernahm die Beteiligungsgesellschaft BC Partners alle Anteile Aenovas von Bridgepoint Capital und anderen Anteilseignern. Im selben Jahr wurden die EuroVital Pharma GmbH und die Temmler-Gruppe übernommen und in die Aenova Group integriert – Temmler wurde hauptsächlich durch die Einführung der Marke Pervitin bekannt. Zudem fand im selben Jahr die Inbetriebnahme der Brauseproduktion am Standort Bad Aibling statt. Im Jahre 2014 erfolgte die Akquisition der Haupt Pharma und der Contract Packaging Resources Inc. durch die Aenova Group.
Die Produktionsstätte für Weichkapseln am Standort Kirchberg wurde 2015 vollständig überarbeitet, im Folgejahr wurde die Hochvolumen-Solida-Anlage am Standort Tittmoning erweitert und 2017 wurde die Gefriertrocknungsanlage am Standort Gronau in Betrieb genommen.
Im Jahre 2018 wurde ein komplett neues Management-Team unter der Leitung des CEO Jan Kengelbach, welcher zuvor als Interim CFO und Interim CEO für die Gruppe tätigt war, für die Aenova Group aufgestellt. Im selben Jahr wurde das Anthelminthika-Geschäft am Standort Latina in Betrieb genommen.
Die EuroVital Pharma GmbH wurde 2018 an die Private-Equity-Gesellschaft Capitan AG verkauft.
Die Halbfeststoff-Fertigung am Standort Feldkirchen wurde 2019 komplett erneuert und in diesem Jahr wurde der Standort Cornu für Weichgelkapseln erweitert. Im Jahr 2020 erfolgte eine Erweiterung der Steril-Ampullen am Standort Gronau und zudem wurde auch erneut die Solida-Produktion am Standort Tittmoning erweitert. Im Jahr 2023 wurden die Kapazitäten und innovativen Technologien weiter ausgebaut. In den Jahren 2023 und 2024 wurde Aenova die Auszeichnung als bestes Pharmaunternehmen bei „Deutschlands Beste 2023“, das Prädikat „Höchste Reputation: herausragend“ im Focus Money Deutschland-Test, sowie die Auszeichnung „Höchste Innovationskraft“ bei einer Studie des Analyse-Instituts ServiceValue verliehen.

## Produktions-Standorte
- Bad Aibling,
- Carugate,
- Cornu,
- Feldkirchen-Westerham.
- Greensboro,
- Gronau (Leine),
- Killorglin,
- Kirchberg SG,
- Latina (Latium),
- Marburg,
- Münster,
- Regensburg,
- Sisseln,
- Tittmoning,